# トルステン・フィンク
トルステン・フィンク（ドイツ語: Thorsten Fink, 1967年10月29日 - ）はドイツ・ノルトライン＝ヴェストファーレン州ドルトムント出身の元サッカー選手、サッカー指導者。現役時代のポジションはミッドフィールダー（ボランチ）。

## 選手経歴
地元クラブのSVローランド・マルテンでサッカーを始め、16歳でドイツ・ブンデスリーガに属するボルシア・ドルトムントの育成アカデミーに入った。18歳でプロ契約を結びセカンドチームでもプレーしたもののトップチームでのプレーは無かった。

### SGヴァッテンシャイト
21歳で当時ドイツ・ブンデスリーガ2部に属していたSGヴァッテンシャイトに移籍。同クラブでは主力のボランチとして活躍し、125試合に出場。ドイツ・ブンデスリーガへの昇格を果たした。現在でも同クラブのドイツ・ブンデスリーガ1部最多出場記録を保持している。

### カールスルーエSC
1994年夏、同じく当時ドイツ・ブンデスリーガ1部に属していたカールスルーエSCに移籍。同クラブではリーグ戦の他にもDFBポカールやUEFAカップにも出場し、公式戦120試合で19得点7アシストを記録した。

### FCバイエルン・ミュンヘン
1997年7月、同僚のミヒャエル・タルナトと共にFCバイエルン・ミュンヘンに移籍した。ちなみに1991年から1997年までは例年のようにオリヴァー・カーン、オリヴァー・クロイツァー、メーメット・ショル、ミヒャエル・シュテルンコプフとカールスルーエSCの主力選手がFCバイエルン・ミュンヘンに移籍していたが、フィンクの移籍以降今日までこの流れで移籍した選手はいない。
FCバイエルン・ミュンヘンではジョバンニ・トラパットーニ監督及びオットマー・ヒッツフェルト監督の信頼を勝ち取り、7シーズンに亘って主力の守備的ミッドフィルダーとしてシュテファン・エッフェンベルク、カルステン・ヤンカー、エウベル、ハサン・サリハミジッチ、アレクサンダー・ツィックラー、バスティアン・シュヴァインシュタイガーらで構成される攻撃陣を中盤の底から支えた。
リーグ戦の他にもDFBポカールやUEFAチャンピオンズリーグを含めた公式戦236試合に出場し9得点11アシストを記録。トヨタカップやUEFAチャンピオンズリーグで優勝を果たした他、ドイツ・ブンデスリーガ優勝4回、DFBポカール優勝3回、DFBリーガポカール優勝5回と輝かしい実績を残した。
2003-04シーズンより当時ドイツ3部にあたったドイツ・レギオナルリーガに属していた同クラブのセカンドチームに所属。基本若手選手のみから構成されるチームで若手をリードする経験豊富なキャプテンとして3シーズンに亘ってプレー。公式戦90試合に出場した。
膝の怪我の影響もあり、2006年7月に現役を引退した。

## 監督経歴

### FCレッドブル・ザルツブルク
2006年9月、オーストリア・ブンデスリーガに属するFCレッドブル・ザルツブルクで当時スポーツディレクターを勤めていたオリヴァー・クロイツァーに誘われ、同クラブのセカンドチームに当たるFCレッドブル・ザルツブルク・ジュニアーズの監督に就任。オーストリア3部にあたるオーストリア・レギオナルリーガ西部 で優勝し、オーストリア・ブンデスリーガ2部への昇格を果たした。同クラブ在籍2年目になる2007-08シーズンはジョバンニ・トラパットーニ監督の下トップチームのコーチを務めた。

### FCインゴルシュタット04
2008年1月、当時ドイツ3部にあたるドイツ・レギオナルリーガに属していたFCインゴルシュタット04の監督に就任。同クラブの歴史上初となるリーグ準優勝とドイツ・ブンデスリーガ2部への昇格を果たした。

### FCバーゼル
2009年7月、スイス・スーパーリーグのFCバーゼルの監督に就任。同リーグでの2連覇を果たし、2009-10シーズンではスイス・カップでも優勝した。2009-10シーズンにはリーグ戦36試合で90得点を記録し、スイス・スーパーリーグの最多得点記録を更新した。
2009-10シーズンにはUEFAヨーロッパリーグ本大会、2010-11シーズンと2011-12年シーズンにはUEFAチャンピオンズリーグ本大会出場を果たし、ASローマ等を破りマンチェスター・ユナイテッドとはグループリーグで引き分けた。

### ハンブルガーSV
2011年10月17日、ドイツ・ブンデスリーガに属するハンブルガーSVの監督に就任した。FCバーゼルとの契約が残っていたが、ハンブルガーSVが違約金を支払うことでフィンクの監督就任を実現させた。監督就任当時、ハンブルガーSVはリーグ最下位の位置にあったが、シーズン中での建て直しに成功し1部残留を達成した。
2012-13シーズンでは最終節にUEFAヨーロッパリーグ出場権を逃したものの、最終順位を7位に引き上げた。

### APOELニコシア
2015年1月、ファーストディビジョンのAPOELニコシアの監督に就任。リーグ戦では首位、カップ戦では決勝に進んだものの、リーグ優勝が決まる直前に解任された。その数日後にチームはリーグ及びカップ戦で優勝した。

### FKアウストリア・ウィーン
2015年7月、オーストリア・ブンデスリーガのFKアウストリア・ウィーンの監督に就任。2015-16シーズンではリーグ3位、2016-17シーズンでは準優勝を果たした。
2016-17シーズン及び2017-18シーズンでは2年連続でUEFAヨーロッパリーグの最終予選を突破し本大会のグループリーグに出場。AFCアストラ・ジュルジュ、HNKリエカ、ローゼンボリBKらを相手に勝利を収め、ASローマとはグループリーグで引き分けた。

### ヴィッセル神戸
2017年の秋、FIFAランキングで初めてトップ10入りを果たしたオーストリア代表のマルセル・コラー監督の後任者としてオーストリアサッカー協会技術委員会からオーストリア代表監督就任を依頼されたが、当時契約を結んでいたFKアウストリア・ウィーンの経営陣が高額な契約違約金を望んだことが影響して就任に到らなかった。
2019年6月8日、ヴィッセル神戸の監督に就任すると発表された。就任時の13位から8位にまでリーグ戦での順位を浮上させ、天皇杯ではチームを優勝に導き、クラブ初のタイトルをもたらした。2020年のFUJI XEROX SUPER CUPでは横浜F・マリノス相手にPK戦を制し優勝を果たした（詳細はFUJI XEROX SUPER CUP2020#試合結果を参照）。
AFCチャンピオンズリーグでチームを率いたヴィッセル神戸初の監督となった。
2020年9月21日、家庭の事情で監督を辞任することを発表した。

### リガFC
2021年夏にはドイツ・ブンデスリーガ1部に属する1.FCケルンの監督候補になり、スポーツディレクターとの具体的な交渉の結果一度は合意に達したものの、数週間後にそれまでの交渉相手であったスポーツディレクターが解任され、クラブ首脳陣が新しいスポーツディレクターと共に別の監督を選択したことが大々的にドイツのメディアで報道された。
2022年1月4日、ラトビア・ヴィルスリーガのリガFCの監督に就任すると発表された。同クラブの監督職のみではなく、ロシア国籍の会長兼オーナーがラトビア、ロシア、ギリシャ、キプロスで経営する計4クラブの統括ディレクターも兼ねたオファーであった。平均勝ち点1,92でリーグ順位表2位の好結果を残していたが、2022年ロシアのウクライナ侵攻の影響でロシア国籍の会長が資金を提供できなくなり、チームの経営も厳しくなった。

### アル・ナスルSC
2022年4月、再びオーストリア代表監督の次期候補になりオーストリアサッカー協会のペーター・シェッテルスポーツディレクターとの交渉に入ったが、最終的には丁度このタイミングでフリーになったマンチェスター・ユナイテッドFC監督のラルフ・ラングニックが新たな代表監督に就任した。
2022年5月19日、アラビアン・ガルフ・リーグに属するアル・ナスルSCの監督に就任した。これまで所属していたリガFCに対してアル・ナスルSCが「ラトビアのサッカー界の歴史に残る記録的な契約違約金」を支払ったことにより実現した監督就任、と報道された。

### シント＝トロイデンVV
2023年前任のBernd Hollerbachの任期満了に伴い指揮を執ることが発表された。自身の就任に伴い「豊かな歴史を持ち、熱狂的なファンがいるSTVVの監督に就任することができてワクワクしています。クラブ創設100周年を迎えるシーズンを特別なものにするため、コーチ、選手と共に良いシーズンを過ごせるように全力を尽くします。」と語っている。

## 人物
- FCバイエルン・ミュンヘンの主力選手としてUEFAチャンピオンズリーグでの優勝を果たした2001年当時、同クラブのドイツ人主力選手の中で唯一A代表での出場歴がない選手であった[21]。
- 2003-04シーズンから現役引退するまでの3シーズンはドイツ・レギオナルリーガに属していたFCバイエルン・ミュンヘンのセカンドチームに所属。フィリップ・ラーム、バスティアン・シュヴァインシュタイガー、ズヴェズダン・ミシモヴィッチら次世代の選手のみから構成されるチームを経験豊富なキャプテンとしてリードした。監督として若い選手を積極的に起用することを躊躇わない姿勢はこのFCバイエルン・ミュンヘンのセカンドチームでの経験が大きい、と語っている[22]。
- 積極的に若手選手を起用しており、FCバーゼルでは当時共に17歳であったジェルダン・シャチリやグラニト・ジャカ、当時18歳の朴光龍や19歳のアレクサンダル・ドラゴヴィッチ、ハンブルガーSVでは当時17歳のヨナタン・ターや19歳のハカン・チャルハノール、ヴィッセル神戸では当時17歳の小田裕太郎やプロ1年目の菊池流帆らを各国1部リーグでデビューさせた。
- FCバイエルン・ミュンヘンの現スポーツディレクターハサン・サリハミジッチは30年来の親友である[23]。
- 欧州最高位指導者ライセンスのUEFAプロライセンスを取得している[22]。
- ハンブルガーSV監督時には、度々ドイツ・ブンデスリーガ1部で対戦したボルシア・ドルトムント監督のユルゲン・クロップと比較され、ドイツ次世代の監督と評された[24]。
- ドイツやスイスのスポーツ専門チャンネル"Sport1"や"blick.ch"に度々ゲストとして呼ばれており、戦術解説や現状のサッカー界に関する提言をしている[25]。
- 複数のクラブで東アジア出身の選手を指導した縁があり、FCレッドブル・ザルツブルクでは日本A代表の宮本恒靖や三都主アレサンドロ、 FCバーゼルでは韓国A代表の朴柱昊や朝鮮民主主義人民共和国代表の朴光龍、FKアウストリア・ウィーンでは同じく韓国A代表のLee Jin-hyunを指導。
- 特に韓国ではハンブルガーSVで韓国代表の孫興慜をトップチームの主力に定着させた監督として知られており、「ドイツ時代の孫興慜の恩師」と韓国メディアで紹介された[26]。フィンクの下、孫興慜はブレークを果たし、ブンデスリーガ1部で56試合に出場、14得点を記録した[27]。
- 4-3-3, 3-4-3, 3-5-2, 4-2-3-1など複数のシステムを使いこなし試合中でも時間帯や試合状況によって布陣を変えて変化を付ける。[要出典]
- ポゼッション重視のコンビネーションサッカーを信条とするが、同時に相手の陣地へ押込むハイプレス、ハイライン、ゲーゲンプレスなど攻撃的な守備を実践し、ボール奪取後は高速カウンターも仕掛ける。[要出典]

## タイトル

### 選手時代
ボルシア・ドルトムント
- ドイツU16ブンデスリーガ 優勝：1回 (1983-84)

FCバイエルン・ミュンヘン
- トヨタカップ 優勝：1回 (2001)
- UEFAチャンピオンズリーグ 優勝：1回 (2000-01)
- UEFAチャンピオンズリーグ 準優勝：1回 (1998-99)
- UEFAスーパーカップ 準優勝：1回 (2001-02)
- ドイツ・ブンデスリーガ 優勝：4回 (1998-99, 1999-2000, 2000-01, 2002-03)
- ドイツ・ブンデスリーガ 準優勝：2回 (1997-98, 2003-04)
- DFBポカール 優勝：3回 (1997-98, 1999-2000, 2002-03)
- DFBポカール 準優勝：1回 (1998-99)
- DFBリーガポカール 優勝：5回 (1997, 1998, 1999, 2000, 2004)

### 指導者時代
FCレッドブル・ザルツブルク・ジュニアーズ
- オーストリア・レギオナルリーガ西部 優勝＆エアステリーガへ昇格：1回 (2006-07)

FCインゴルシュタット04
- ドイツ・レギオナルリーガ準優勝＆ドイツ・ブンデスリーガ2部へ昇格：1回 (2007-08)

FCバーゼル
- スイス・スーパーリーグ 優勝：2回 (2009-10, 2010-11)
- スイス・カップ 優勝：1回 (2009-10)

FKアウストリア・ウィーン
- オーストリア・ブンデスリーガ 準優勝：1回 (2016-17)

ヴィッセル神戸
- 天皇杯 優勝：1回 (2019)
- FUJI XEROX SUPER CUP 優勝：1回 (2020)

## 監督成績
2022年1月4日現在
| クラブ                                   | 就任           | 退任           | 記録   | 記録 | 記録 | 記録 | 記録 | 記録 | 記録 | 記録   |
| クラブ                                   | 就任           | 退任           | 試合数 | 勝利 | 引分 | 敗北 | 得点 | 失点 | 点差 | 勝率   |
| ---------------------------------------- | -------------- | -------------- | ------ | ---- | ---- | ---- | ---- | ---- | ---- | ------ |
| FCレッドブル・ザルツブルク・ジュニアーズ | 2006年09月04日 | 2007年6月17日  | 28     | 25   | 1    | 2    | 97   | 28   | +69  | 089.29 |
| FCインゴルシュタット04                   | 2008年1月5日   | 2009年4月21日  | 44     | 16   | 11   | 17   | 55   | 61   | −6   | 036.36 |
| FCバーゼル                               | 2009年7月1日   | 2011年10月16日 | 120    | 76   | 22   | 22   | 283  | 146  | +137 | 063.33 |
| ハンブルガーSV                           | 2011年10月17日 | 2013年9月17日  | 68     | 23   | 18   | 27   | 85   | 111  | −26  | 033.82 |
| APOELニコシア                            | 2015年1月10日  | 2015年5月11日  | 15     | 7    | 5    | 3    | 24   | 14   | +10  | 046.67 |
| FKアウストリア・ウィーン                 | 2015年7月1日   | 2019年6月1日   | 125    | 61   | 21   | 43   | 243  | 186  | +57  | 048.80 |
| ヴィッセル神戸                           | 2019年6月9日   | 2020年9月21日  | 49     | 23   | 11   | 15   | 97   | 82   | +15  | 046.94 |
| リガFC                                   | 2022年1月4日   |                |        |      |      |      | —    |      |      |        |
| 合計                                     | 合計           | 合計           | 449    | 231  | 89   | 129  | 884  | 628  | +256 | 051.45 |